# Regiunea Oued Eddahab-Lagouira
Regiunea Oued-Eddahab - Lagouira a fost una dintre cele 16 unități administrativ-teritoriale de gradul I ale Marocului în 1997-2015. Era situată în partea de sud a teritoriului disputat Sahara Occidentală. Reședința sa era orașul Dakhla.